# Nokia N79
Il Nokia N79 è uno smartphone prodotto dall'azienda finlandese Nokia e messo in commercio il 26 agosto 2008.
Fa parte della cosiddetta Nokia Nseries. In Italia fu lanciato in commercio dall'operatore TIM, supportava il sistema operativo Symbian e la tecnologia Java. Il Nokia N79 venne venduto in tre diverse colorazioni: bianco, nero (conosciuto anche come colorazione black petrol) e grigio. I primi due colori erano esclusività dell'operatore di telefonia mobile TIM, il colore grigio era solo no-brand.
È stato il primo smartphone ad essere dotato di trasmettitore FM ma, a causa delle leggi italiane entrate in vigore, l'applicazione veniva rimossa con un aggiornamento del software stesso attraverso i gestori di telefonia mobile.
Nella confezione di acquisto oltre a smartphone, batteria, cavetto USB micro-USB, disco di Nokia Ovi Suite Database, le varie guide e una licenza completa per uno dei giochi N-GAGE scaricabili attraverso la rete, erano presenti anche tre cover posteriori intercambiabili di colori diversi e dotati di una contattiera interna che funzionava in maniera tale che una volta cambiata una cover per una di un colore diverso anche il tema ed i colori del display dello smartphone stesso cambiassero. Nelle tre varianti di colore, anche i colori delle custodie in dotazione nella confezione variavano in base al colore dello smartphone.

## Le novità e le tecnologie apportate
È il successore del Nokia N78 anche se, date le caratteristiche molto simili e il periodo di commercializzazione, si può dire che lo affianca. È dotato di connettività Wi-Fi, accelerometro, navigatore GPS. Possiede anche la funzione "Respiro", che permette, in modalità standby, di apprendere se si hanno chiamate perse/sms non letti, senza dover vedere lo schermo direttamente, cambiando la frequenza di lampeggio. Il led, di colore bianco, contorna il D-pad centrale. D-pad che permetteva di potersi muovere a destra o a sinistra all'interno dei menù facendo scivolare il dito sullo stesso in senso orario o anti-orario, essendo soft-touch.

## Caratteristiche
- Dimensioni: 110 x 49 x 15 mm
- Massa: 97 g
- Dimensioni: 2,4"
- Risoluzione display: 240 x 320 pixel a 16 000 000 di colori con sensore di illuminazione
- Durata batteria in conversazione: 5 ore
- Durata batteria in standby: 372 ore (15 giorni)
- Fotocamera: 5.0 megapixel (Auto Focus) con doppio Flash LED, zoom digitale 20x, ottica Carl Zeiss: obiettivo Tessar
- Connession: Bluetooth versione 2.0 con EDR (Enhanced Data Rate) e Wi-Fi b/g